# فرانشيسكو موسو
فرانشيسكو موسو (بالإيطالية: Francesco Musso)‏ (مواليد 22 أغسطس 1937) هو ملاكم إيطالي، مثّل بلاده في الألعاب الأولمبية الصيفية 1956 وحقق الميدالية الذهبية في فئة وزن الريشة.

## روابط خارجية
فرانشيسكو موسو على موقع بوكس ريك (الإنجليزية) (registration required)
- فرانشيسكو موسو على موقع أوليمبيديا (الإنجليزية)
- فرانشيسكو موسو على موقع اللجنة الأولمبية الإيطالية (الإيطالية)